# Provinciale weg 702
De provinciale weg 702 is een provinciale weg in de provincie Flevoland, welke volledig binnen de gemeente Almere verloopt. De weg vormt de noordzijde van de Ring Almere. Bij Almere Stad-West en Almere Buiten-Oost sluit de weg aan op de A6 richting Amsterdam en Lelystad.
De N702 begint bij knooppunt Gooimeer waar er aansluiting is op de A6. De weg loopt tussen Almere Stad en Almere Poort door richting het noorden. De N702 heeft hier 2x2 rijstroken. Daarnaast loopt hier ook een aftakking van de wisselbaan tussen Almere en Amstelveen via de A6, A1 en A9. Vervolgens volgen er drie ongelijkvloerse kruisingen welke in de periode 2020-2022 zijn aangelegd. Tussen de aansluitingen Literatuurwijk-Zuid (ter hoogte van het einde/begin van de wisselbaan) en voorbij de aansluiting Muziekwijk-West (Glenn Goldbrug) heeft de N702 2x3 rijstroken. Op dit gedeelte wordt ook de Flevolijn voor de eerste keer gekruist. Hierna buigt de weg af richting het noordoosten en heeft de weg over de volledige lengte (op enkele korte stukken na) 2x2 rijstroken. De N702 loopt vervolgens ten noorden van Almere Stad langs de Noorderplassen en onderweg gaat de N702 over de Hoge Vaart en de Lage Vaart. Tussen beide vaarten is er een aansluiting met de Tussenring (N703) richting de A6. De N702 vervolgt zijn weg tussen Almere Buiten en het industrieterrein De Vaart. De weg buigt om Almere Buiten heen richting de A6 langs de zuidkant van de Oostvaardersplassen. Hierbij wordt nogmaals de Flevolijn gekruist en gaat de N702 ook weer over de Lage Vaart heen. De N702 eindigt weer op de A6 bij aansluiting Almere-Oostvaarders.
De N702 is over de gehele lengte een autoweg, echter voor een groot deel met een maximumsnelheid van 80 km/h. Alleen het gedeelte tussen de Oostvaardersbuurt en de aansluiting Almere-Oostvaarders op de A6 heeft een maximumsnelheid van 100 km/h. Het westelijke en noordelijke deel van de N702 wordt vooral gekenmerkt door ongelijkvloerse kruisingen en kruispunten met verkeerslichten. Het oostelijke deel zijn de kruispunten vooral vormgegeven als rotondes. 
Het eerste gedeelte tussen knooppunt Gooimeer en de Tussenring is lokaal ook bekend als Hogering en het tweede gedeelte als Buitenring. Tot 2015 kende Almere stadsroutes en was de N702 bewegwijzerd als s101 en s106. Sinds 2015 is de gemeente Almere gestopt met de stadsroutes en sindsdien wordt het nummer N702 aangegeven. 

## Verbreding
In 2018 is met de verbreding van de Hogering tussen de aansluiting met de A6 en de Hollandsedreef begonnen.. De weg is hier verbreed naar 2x3 rijstroken en er zijn drie ongelijkvloerse kruisingen aangelegd. De maximumsnelheid bleef na de verbreding 80 kilometer per uur, maar door de extra rijstrook en het verdwijnen van de verkeerslichten is de doorstroming van en naar de A6 sterk verbeterd. De verbreding zou oorspronkelijk in 2018 plaatsvinden maar is naar 2020 verschoven. Eind 2022 is de verbreding afgerond.

## Aantal rijstroken en maximumsnelheid

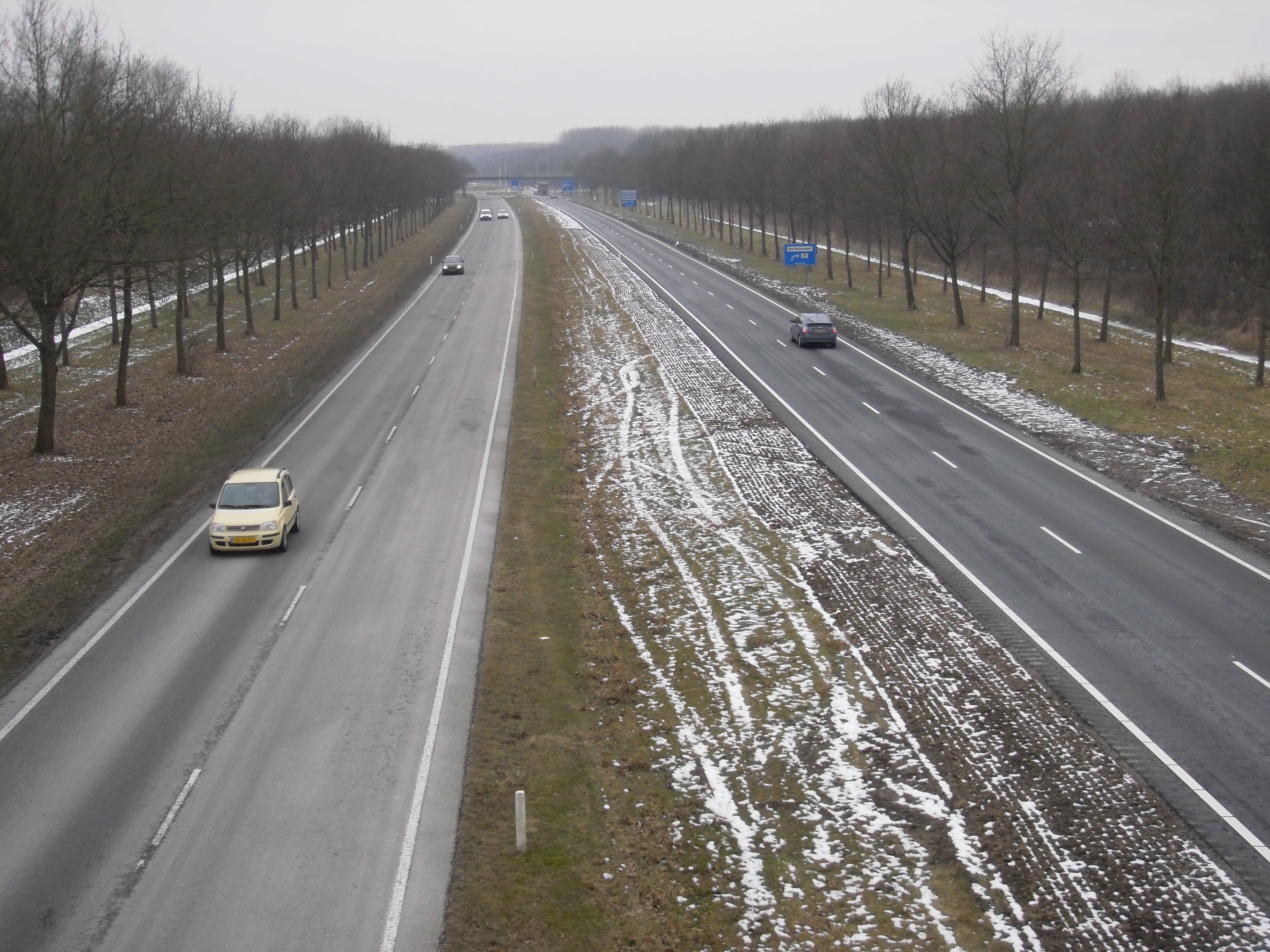
N702 - Buitenring bij Oostrandpark.

| Traject                                                          | Aantal rijstroken | Maximumsnelheid |
| ---------------------------------------------------------------- | ----------------- | --------------- |
| knooppunt Gooimeer - afrit Literatuurwijk-Zuid                   | 2+1+2             | 80 km/h         |
| afrit Literatuurwijk-Zuid - afrit Literatuurwijk                 | 1+3+3+1           | 80 km/h         |
| afrit Literatuurwijk - Glenn Goldbrug                            | 2×3               | 80 km/h         |
| Glenn Goldbrug - rotonde Oostvaardersbuurt                       | 2×2               | 80 km/h         |
| rotonde Oostvaardersbuurt - aansluiting Almere-Oostvaarders (A6) | 2×2               | 100 km/h        |

N23 · N34 · N224 · N225 · N229 · N233 · N271 · N301 · N302 · N303 · N304 · N305 · N306 · N307 · N308 · N309 · N310 · N311 · N312 · N313 · N314 · N315 · N316 · N317 · N318 · N319 · N320 · N322 · N323 · N324 · N325/A325 · N326/A326 · N327 · N329 · N330 · N331 · N332 · N333 · N334 · N335 · N336 · N337 · N338 · N339 · N340 · N341 · N342 · N343 · N344 · N345 · N346 · N347 · N348/A348 · N349 · N350 · N351 · N352 · N375 · N377

N418 · N701 · N702 · N703 · N704 · N705 · N706 · N707 · N708 · N709 · N710 · N711 · N712 · N713 · N714 · N715 · N716 · N717 · N718 · N719 · N720 · N727 · N731 · N732 · N733 · N734 · N735 · N736 · N737 · N738 · N739 · N740 · N741 · N742 · N743 · N744 · N745 · N746 · N747 · N748 · N749 · N750 · N751 · N752 · N753 · N754 · N755 · N756 · N757 · N758 · N759 · N760 · N761 · N762 · N763 · N764 · N765 · N766 · N768 · N781 · N782 · N783 · N784 · N785 · N786 · N787 · N788 · N789 · N790 · N791 · N792 · N793 · N794 · N795 · N796 · N797 · N798 · N800 · N801 · N802 · N803 · N804 · N805 · N806 · N810 · N811 · N812 · N813 · N814 · N815 · N816 · N817 · N818 · N819 · N820 · N821 · N822 · N823 · N824 · N825 · N826 · N827 · N830 · N831 · N832 · N833 · N834 · N835 · N836 · N837 · N838 · N839 · N840 · N841 · N842 · N843 · N844 · N845 · N846 · N847 · N848 · N852 · N855

Cursief vermelde wegen zijn voormalige provinciale wegen.